# Royal Brunei Airlines
Royal Brunei Airlines Sdn Bhd (Malay: Penerbangan DiRaja Brunei, Jawi: ﻓﻧﺭﺑﺎڠن ﺩﻴﺮﺍﺝ ﺑﺮﻮﻧﻲ) або RBA — авіакомпанія, наділена правом зображати державний прапор Брунею на належних їй літаках і повністю перебуває у власності Уряду Брунею. Її головний офіс знаходиться у RBA Plaza у столиці Бандар-Сері-Бегаван.
Основна база авіакомпанії розташована в Міжнародному аеропорту Брунею в Беракасі на північ від столиці.
Заснована в 1974 році, компанія спочатку обмежувалася лише двома суднами, літальними у Сінгапур, Гонконг, Кота Кінабалу і Кучінг. На сьогоднішній день в її складі 10 літаків, які обслуговують 19 напрямів в Південно-східній Азії, Близького Сходу, Європи, Австралії та Нової Зеландії.